# I bitwa pod Chattanoogą
I bitwa pod Chattanoogą miała miejsce 7 i 8 czerwca 1862 roku podczas wojny secesyjnej i zakończyła się zwycięstwem Unii.